# クリス・ヤング (投手)
クリストファー・ライアン・ヤング（Christopher Ryan Young, 1979年5月25日 - ）は、アメリカ合衆国・テキサス州ダラス出身のプロ野球選手（投手）。右投右打。現在はテキサス・レンジャーズのゼネラルマネージャーを務めている。

## 経歴

### アマチュア時代からメジャー定着まで
アイビー・リーグの名門プリンストン大学で政治学を専攻していたクリスは、野球、バスケットボールの両方で新人王を獲得するなど優れたアスリートであった。3年次の2000年のMLBドラフト3巡目（全体89位）でピッツバーグ・パイレーツから指名を受けたがすぐには契約せず、勉強を続けながら学位を取得してもよいという確約を得た9月6日にパイレーツと契約した。3年生一杯は大学にとどまり、4年次はスプリングトレーニングにレポートを持ち込み、移動のバス内で論文を書くといった慌しさが5月の卒業まで続いた。この年は夏に傘下のA級ヒッコリー・クロウダッズに合流したため12試合の先発に終わった。翌2002年はA級ヒッコリーで26試合に先発し11勝9敗・防御率3.10の成績であった。
2002年12月20日にマット・ハージェスとのトレードで、もう一人のマイナー選手と共にモントリオール・エクスポズへ移籍する。だがハージェスは翌2003年の開幕直前に解雇され、ヤングはただで放出された形になった。しかもハージェスはこのシーズン、サンディエゴ・パドレスとサンフランシスコ・ジャイアンツで67試合に出場している。
2004年4月3日にテキサス・レンジャーズへトレードされ、AA級フリスコ・ラフライダーズ、AAA級オクラホマ・レッドホークスで投げた後、8月24日のミネソタ・ツインズ戦でメジャーデビューを果たした。この年は7試合に登板し、3勝2敗という成績を残した。まだAA級フリスコに在籍していた時にNBAのサクラメント・キングスから2年契約を提示されるが、断わっている。2005年は開幕から先発ローテーションに入り、投手に不利な球場を本拠地とするレンジャーズにあって、防御率4.26、エド・コーリアとケビン・ブラウンに並ぶ球団新人最多勝利数となる12勝をマークした。

### パドレス時代
2006年1月6日に大塚晶則、アダム・イートン、ビリー・キリアンとのトレードで、エイドリアン・ゴンザレス、ターメル・スレッジと共にパドレスへ移籍する。5月30日のコロラド・ロッキーズ戦では7回までノーヒットノーランに抑えていたが、8回の先頭打者ブラッド・ホープに二塁打を打たれ、記録達成はならなかった。クアーズ・フィールドでのノーヒッターとなれば1996年の野茂英雄以来の快挙となるところであった。さらに9月22日のパイレーツ戦では、ホセ・バティスタを四球で出した後に代打ジョー・ランダに2点本塁打を打たれてしまったが、8回1/3までノーヒットノーランという快投をみせる。シーズンを通しては勝ち星こそ11勝に減ったが、リーグ6位となる防御率3.46と、リーグトップとなる被打率.206という成績を残した。メジャー屈指の投手天国とされるペトコ・パークで5勝5敗・防御率4.60、18被本塁打と成績を残せなかった一方、アウェイでは6勝0敗・防御率2.41、10被本塁打と、どの部門でもホームよりも優れた数字を記録している。シーズンオフに行われた日米野球では代表メンバーとして来日し、2試合に登板した。この際に"Chris Young's Japan Blog"をMLB公式ホームページに寄稿していた。
2007年4月10日、2010年までの4年1,450万ドル（2011年は球団オプション）で契約延長した。6月16日、シカゴ・カブス戦にてデレク・リーの頭部に死球を与えてしまう。この後ヤングが発した言葉にリーが激高し、両軍入り乱れての乱闘騒ぎになるという事件があった。これにより二人には罰金と5試合の出場停止処分が言い渡された。シーズン序盤から好調でオールスター前までで8勝を挙げていたが、7月24日のロッキーズ戦の2回に斜紋筋を痛めて故障者リスト入りしてしまう。この時点ではメジャートップの防御率1.82であった。8月9日のセントルイス・カージナルス戦で復帰したが、復帰後は大量失点の試合が増え7月19日に挙げた9勝目を最後に勝つ事はできなかった。なお、この年のオールスターゲームではイチローにMLBオールスター史上唯一のランニング本塁打を浴びている。
2008年は、2度の故障者リスト入りで18試合の登板で、7勝6敗・防御率3.96・93奪三振とパドレス移籍後最低の成績となった。5月21日のカージナルス戦でアルバート・プホルスの打球が顔面を直撃で鼻骨折により、5月22日からシーズン1度目の故障者リスト入り。右前腕を痛め、8月11日から2度目の故障者リスト入り。9月7日のミルウォーキー・ブルワーズ戦で初回から打者23人連続で無安打に抑え、被安打2・自責点1でブルワーズを10対1で破りメジャー初完投を達成。また、9月20日のワシントン・ナショナルズ戦でメジャー初本塁打を記録。パドレスは6対1で勝利し、ヤングは勝ち投手となった。

### メッツ時代
2011年1月、ヤングは次シーズンに向けてニューヨーク・メッツと1年契約を結んだ。2011年シーズンは、エースのヨハン・サンタナが前シーズンに故障し手術を受けた影響で開幕に間に合わない可能性があったため、先発ローテーションの穴を埋める投手の1人として期待された。しかし自身も右肩の故障で手術を受け、4試合の登板に終わってしまった。シーズン終了後の契約延長はなく、10月30日にFAとなった。
2012年当初も契約先が決まらずFAであったが、3月26日にメッツとマイナー契約を結び復帰した。シーズン開幕後しばらくはマイナーでのプレーが続いたものの、6月にメジャーに昇格・復帰を果たしている。10月29日にFAとなった。

### ナショナルズ傘下時代
2013年2月22日にナショナルズとマイナー契約を結んだが、3月26日に放出された。4月4日にナショナルズと再契約。11月5日にFAとなったが、11月13日にナショナルズとマイナー契約で再契約した。
2014年3月25日に自由契約となった。

### マリナーズ時代
2014年3月27日にシアトル・マリナーズと契約した。この年は、2年ぶりにメジャーで登板した。最終的に12勝をあげてカムバック賞を受賞した。オフにFAとなった。

### ロイヤルズ時代
2015年3月7日にカンザスシティ・ロイヤルズと1年契約を結んだ。この年は先発とリリーフの両方の役割をこなし、18試合に先発で、16試合にリリーフで登板した。防御率は前年より下がって3.06となり、2年連続で2桁勝利を挙げるなど、活躍した。同年11月2日にFAとなった。
2016年も先発とリリーフの両輪で投げ、13試合に先発登板・21試合にリリーフ登板した。ただ投球内容は悪く、いずれも自己ワーストの防御率6.19・28被本塁打を喫し、3勝9敗と大きく負け越した。なお同年、メジャー初セーブを記録した。
2017年6月23日にネフタリ・フェリスの加入に伴ってDFA、翌24日に自由契約となった。

### 引退後
2020年12月、ジョン・ダニエルズの後任でテキサス・レンジャーズのゼネラルマネージャーに就任した。

## 詳細情報

### 年度別投手成績
| 年 度     | 球 団     | 登 板 | 先 発 | 完 投 | 完 封 | 無 四 球 | 勝 利 | 敗 戦 | セ 丨 ブ | ホ 丨 ル ド | 勝 率 | 打 者 | 投 球 回 | 被 安 打 | 被 本 塁 打 | 与 四 球 | 敬 遠 | 与 死 球 | 奪 三 振 | 暴 投 | ボ 丨 ク | 失 点 | 自 責 点 | 防 御 率 | W H I P |
| --------- | --------- | ----- | ----- | ----- | ----- | -------- | ----- | ----- | -------- | ----------- | ----- | ----- | -------- | -------- | ----------- | -------- | ----- | -------- | -------- | ----- | -------- | ----- | -------- | -------- | ------- |
| 2004      | TEX       | 7     | 7     | 0     | 0     | 0        | 3     | 2     | 0        | 0           | .600  | 158   | 36.1     | 36       | 7           | 10       | 0     | 2        | 27       | 1     | 0        | 21    | 19       | 4.71     | 1.27    |
| 2005      | TEX       | 31    | 31    | 0     | 0     | 0        | 12    | 7     | 0        | 0           | .632  | 700   | 164.2    | 162      | 19          | 45       | 2     | 7        | 137      | 3     | 0        | 84    | 78       | 4.26     | 1.26    |
| 2006      | SD        | 31    | 31    | 0     | 0     | 0        | 11    | 5     | 0        | 0           | .688  | 735   | 179.1    | 134      | 28          | 69       | 4     | 6        | 164      | 6     | 1        | 72    | 69       | 3.46     | 1.13    |
| 2007      | SD        | 30    | 30    | 0     | 0     | 0        | 9     | 8     | 0        | 0           | .529  | 705   | 173.0    | 118      | 10          | 72       | 0     | 7        | 167      | 7     | 4        | 66    | 60       | 3.12     | 1.10    |
| 2008      | SD        | 18    | 18    | 1     | 0     | 1        | 7     | 6     | 0        | 0           | .538  | 434   | 102.1    | 84       | 13          | 48       | 4     | 1        | 93       | 3     | 1        | 46    | 45       | 3.96     | 1.29    |
| 2009      | SD        | 14    | 14    | 0     | 0     | 0        | 4     | 6     | 0        | 0           | .400  | 336   | 76.0     | 70       | 12          | 40       | 3     | 2        | 50       | 1     | 0        | 47    | 44       | 5.21     | 1.45    |
| 2010      | SD        | 4     | 4     | 0     | 0     | 0        | 2     | 0     | 0        | 0           | 1.000 | 82    | 20.0     | 10       | 1           | 11       | 0     | 0        | 15       | 1     | 0        | 2     | 2        | 0.90     | 1.05    |
| 2011      | NYM       | 4     | 4     | 0     | 0     | 0        | 1     | 0     | 0        | 0           | 1.000 | 95    | 24.0     | 12       | 3           | 11       | 0     | 1        | 22       | 0     | 0        | 5     | 5        | 1.88     | 0.96    |
| 2012      | NYM       | 20    | 20    | 0     | 0     | 0        | 4     | 9     | 0        | 0           | .308  | 493   | 115.0    | 119      | 16          | 36       | 5     | 2        | 80       | 3     | 0        | 58    | 53       | 4.15     | 1.35    |
| 2014      | SEA       | 30    | 29    | 0     | 0     | 0        | 12    | 9     | 0        | 0           | .571  | 688   | 165.0    | 143      | 26          | 60       | 3     | 3        | 108      | 5     | 1        | 70    | 67       | 3.65     | 1.23    |
| 2015      | KC        | 34    | 18    | 0     | 0     | 0        | 11    | 6     | 0        | 2           | .647  | 500   | 123.1    | 91       | 16          | 43       | 0     | 0        | 83       | 5     | 0        | 44    | 42       | 3.06     | 1.09    |
| 2016      | KC        | 34    | 13    | 0     | 0     | 0        | 3     | 9     | 1        | 2           | .250  | 406   | 88.2     | 104      | 28          | 43       | 1     | 1        | 94       | 3     | 0        | 63    | 61       | 6.19     | 1.66    |
| 2017      | KC        | 14    | 2     | 0     | 0     | 0        | 0     | 0     | 0        | 0           | .---  | 148   | 30.0     | 47       | 7           | 14       | 2     | 1        | 22       | 1     | 0        | 27    | 25       | 7.50     | 2.03    |
| MLB：13年 | MLB：13年 | 271   | 221   | 1     | 0     | 1        | 79    | 67    | 1        | 4           | .541  | 5480  | 1297.2   | 1130     | 186         | 502      | 24    | 33       | 1062     | 39    | 7        | 605   | 570      | 3.95     | 1.26    |

- 太字はリーグ1位
- 2013年は試合出場なし

### 獲得タイトル・表彰・記録
- MLBオールスターゲーム選出 ：1回 (2007年)
- ピッチャー・オブ・ザ・マンス：1回 (2006年6月)
- カムバック賞：1回 (2014年)
- プレイヤーズ・チョイス・アワーズ・カムバック賞：1回 (2014年)

### 背番号
- 49（2004年 - 2005年）
- 32（2006年 - 2010年、2015年 - 2017年）
- 55（2011年 - 2012年）
- 53（2014年）